# Calliactis armillatas
Calliactis armillatas is een zeeanemonensoort uit de familie Hormathiidae. De anemoon komt uit het geslacht Calliactis. Calliactis armillatas werd in 1928 voor het eerst wetenschappelijk beschreven door Verrill. 